# Buglossoides arvensis
Buglossoides arvensis é uma espécie de planta com flor pertencente à família Boraginaceae. 
A autoridade científica da espécie é (L.) I.M.Johnston, tendo sido publicada em Journal of the Arnold Arboretum 35(1): 42. 1954.

## Portugal e Brasil
Trata-se de uma espécie presente no território português, nomeadamente os seguintes táxones infraespecíficos:
- Buglossoides arvensis subsp. occidentalis - presente em Portugal Continental. Em termos de naturalidade é nativa da região atrás referida. Não se encontra protegida por legislação portuguesa ou da Comunidade Europeia.